# Чиковани, Михаил Герасимович
Михаил Герасимович Чиковани — советский государственный и политический деятель, председатель Совета Министров Абхазской АССР.

## Биография
Родился в 1911 году в Закаспийской области. Член ВКП(б) с 1932 года.
С 1934 года — на общественной и политической работе. В 1934—1967 гг. — инструктор Политического отдела железной дороги, в РККА, секретарь Фрунзенского, Куйбышевского районного комитета ЛКСМ Узбекистана, секретарь ЦК ЛКСМ Узбекистана, секретарь Ташкентского областного комитета КП(б) Узбекистана по кадрам, секретарь Самаркандского областного комитета КП(б) Узбекистана, в РККА, первый секретарь Ташкентского городского комитета КП(б) Узбекистана, 1-й секретарь Сухумского городского комитета КП Грузии, председатель СМ Абхазской АССР, председатель Госкомитета по трудовым ресурсам Грузинской ССР.
Избирался депутатом Верховного Совета СССР 3-го, 4-го, 5-го, 6-го, 7-го созывов.
Умер до 1985 года.